# パンキア
パンキア（イタリア語: Panchià）は、イタリア共和国トレンティーノ＝アルト・アディジェ州トレント自治県にある、人口約800人の基礎自治体（コムーネ）。

## 地理

### 位置・広がり
トレント自治県北東部、ヴァル・ディ・フィエンメに位置するコムーネ。ヴァル・ディ・フィエンメの中心地であるカヴァレーゼから東へ6km、ボルツァーノから南南東へ27km、県都トレントから北東へ40kmの距離にある。

#### 隣接コムーネ
隣接するコムーネは以下の通り。
- ピエーヴェ・テジーノ
- プレダッツォ
- テーゼロ
- ジアーノ・ディ・フィエンメ

## 行政

### Comunità di valle
トレント自治県が設置した広域行政組織 Comunità di valle 「ヴァル・ディ・フィエンメ」 (it:Comunità territoriale della Val di Fiemme)  （事務所所在地: カヴァレーゼ）に属する。

## 住民

### 言語
| 少数言語話者の割合（2011年） | 少数言語話者の割合（2011年） | 少数言語話者の割合（2011年） | 少数言語話者の割合（2011年） | 少数言語話者の割合（2011年） |
| ---------------------------- | ---------------------------- | ---------------------------- | ---------------------------- | ---------------------------- |
|                              |                              |                              |                              |                              |
| ラディン語                   | ラディン語                   |                              | 2.2%                         | 2.2%                         |
| モケーニ語                   | モケーニ語                   |                              | 0.0%                         | 0.0%                         |
| チンブロ語                   | チンブロ語                   |                              | 0.0%                         | 0.0%                         |

2011年10月9日に行われた国勢調査によれば、住民771人中17人（2.2%）がラディン語話者であった。